# Vitesse supraluminique
Une vitesse supraluminique est une vitesse supérieure à celle de la lumière.
Comme la théorie de la relativité interdit qu'un quelconque transfert d'énergie ou d'information à travers l'espace se fasse à une vitesse dépassant celle de la lumière dans le vide, c, une vitesse supraluminique peut être :
- un transfert d'énergie ou d'information à travers un milieu matériel à une vitesse supérieure à celle de la lumière dans ce milieu mais inférieure à c (c'est l'effet Tcherenkov) ;
- supérieure à c mais non associée à un transfert d'énergie ou d'information :
  - vitesse de phase des ondes électromagnétiques[a],
  - déplacement d'une ombre en lumière rasante[réf. souhaitée], diffusion Brillouin et phénomènes similaires, etc.,
  - expansion de l'espace lui-même, notamment juste après le Big Bang et pendant la période inflationnaire,
  - existence (hypothétique) de particules, les tachyons, ne se déplaçant qu'à des vitesses supérieures à c et n'interagissant pas avec les particules ordinaires ;
- supérieure à c par observation apparente (mais inférieure à c) :
  - mouvement supraluminique de jet de matière astrophysique à vitesse relativiste ;
- supérieure à c et en contradiction avec la théorie :
  - en raison d'erreurs de mesure qui n'ont pas été comprises dans un premier temps (comme celle de la vitesse des neutrinos dans l'expérience OPERA),
  - dans la littérature de science-fiction.

## Historique
Galilée aurait essayé de mesurer la vitesse de la lumière, sans succès étant donné les moyens dont il disposait. René Descartes et Pierre de Fermat, sans réussir à la mesurer, ont toujours considéré la vitesse de la lumière comme finie. Les physiciens de la physique classique ont également toujours supposé cette vitesse comme finie, et l'idée de son dépassement était de peu d'intérêt car non problématique en théorie. En 1800, dans le cadre d'un espace physique euclidien (seul imaginé à l'époque), Pierre-Simon de Laplace montre que la vitesse de propagation de la gravitation doit être très grande, bien plus élevée que la vitesse de la lumière connue à l'époque, en raison de l'accélération séculaire de la Lune.

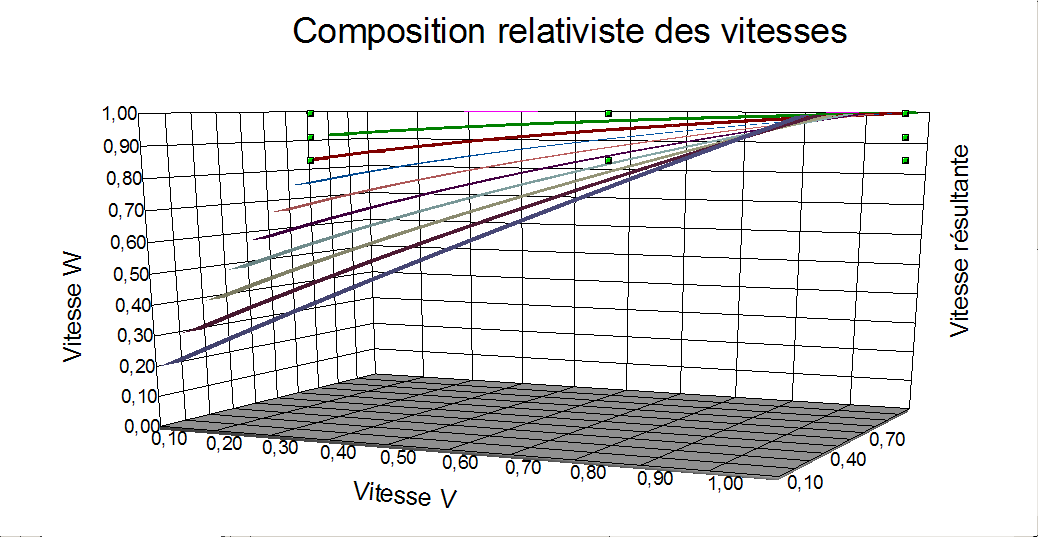
Diagramme de composition des vitesses relativistes. Le caractère asymptotique de la vitesse c (ici, égale à 1) apparaît nettement.

Le dépassement de la vitesse de la lumière dans le vide devient un problème théorique à partir de la création de la théorie de la relativité restreinte (en 1905), qui postule que cette vitesse est la même dans tout référentiel inertiel (hypothèse d'Einstein « par pure nécessité logique »), ce qui la rend indépassable d'après les calculs théoriques, et ce que confirment nombre d'expériences et observations depuis. La relativité générale conclut que la vitesse de propagation de la gravitation (et donc des gravitons) est égale à celle de la lumière dans le vide ; cette affirmation est confirmée le 11 février 2016 par le délai de détection d'ondes gravitationnelles entre les premier et second centres du LIGO, présentant un écart de sept millisecondes[réf. souhaitée].
Dès 1907, Arnold Sommerfeld relevait la possibilité de vitesses de groupes supérieures à c dans la théorie maxwellienne de l'électromagnétisme. Il engagea le jeune Léon Brillouin sur cette piste.[réf. nécessaire] Il s'avéra rapidement que le concept de « vitesse de la lumière » peut relever non pas d'une, mais d'une demi-douzaine de définitions distinctes[réf. nécessaire] : vitesses de groupe et de phase, de signal (la vitesse intuitive des mécaniciens), de front, de sommet, de transport de l'énergie, de transport de l'information…

## En physique des particules

### Tachyons

Visualisation d'un tachyon. Comme cette particule se déplace à une vitesse supérieure à celle de la lumière, on ne pourrait pas la voir arriver. Après son passage, on pourrait voir deux images du tachyon, s'éloignant dans des directions opposées. La ligne noire est l'onde de choc de l'effet Tcherenkov, dont on a seulement représenté l'état à un moment donné.

Les tachyons sont des particules hypothétiques, qui constituent essentiellement une expérience de pensée sur la possibilité d'existence de particules supraluminiques sans contredire la relativité. En effet, dans son article décrivant ces particules, Gerald Feinberg posait son « principe de réinterprétation » qui empêche d'employer les tachyons pour communiquer de l'énergie ou de l'information à vitesse supraluminique.
Au contraire des particules ordinaires, dont la vitesse est obligatoirement inférieure à c, les tachyons ont une vitesse obligatoirement supérieure à c. Suivant les équations de relation entre la masse et l'énergie, cela implique également que la masse au repos d'un tachyon est un nombre imaginaire.
{\displaystyle E={\frac {mc^{2}}{\sqrt {1-{\frac {v^{2}}{c^{2}}}}}}.}
En physique, un tachyon ne correspondrait pas à une particule ayant une réalité matérielle mais serait une indication que la théorie dans laquelle ils apparaissent possède une forme d’instabilité. Dans ce cas c'est un signe que la théorie a été formulée en faisant un mauvais choix de variables. Lorsqu'on formule la théorie en prenant de bonnes variables les tachyons disparaissent.

### Neutrinos

#### Expérience OPERA et autres mesures

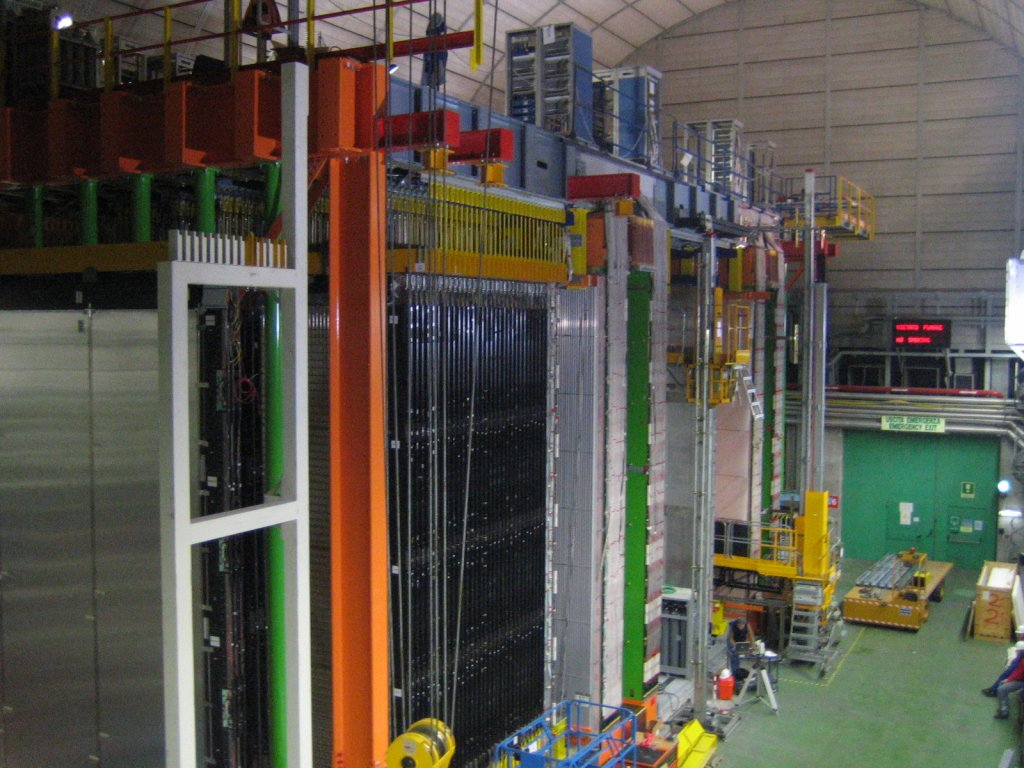
Détecteur de l’expérience OPERA.

En septembre 2011, les physiciens travaillant sur l'expérience OPERA annoncent que le temps de vol mesuré des neutrinos produits au CERN est inférieur de 60,7±(6,9)stat±(7,4)syst ns à celui attendu pour des particules se déplaçant à la vitesse de la lumière,. Cela pourrait signifier que le neutrino se déplace à une vitesse de 299 799,9 ± 1,2 km/s, soit 7,4 km/s de plus que la vitesse de la lumière.
Une telle déviation avait déjà été mesurée par le détecteur MINOS, mais restait compatible avec la vitesse de la lumière dans les marges d'incertitude liées à la mesure. La mesure obtenue par OPERA concerne quant à elle une statistique de 16 000 événements recueillis depuis 2008 (après une mise à jour du détecteur), soit une significance de {\displaystyle 6\sigma }. Le résultat d'OPERA incitait alors les chercheurs de MINOS à améliorer leur système de mesure de temps pour être en mesure de confirmer effectivement le dépassement de vitesse.
D'après Jean-Marc Lévy-Leblond, « l'opinion de la majorité des physiciens » est que les conclusions tirées de cette mesure sont dues à « une pression de production qui conduit la science à être de plus en plus dépendante des mécanismes du marché », et probablement erronées. Toutefois, selon Pierre Binétruy (directeur du laboratoire AstroParticule et Cosmologie et Prix Paul-Langevin 1999) « ça fait quelques années que les théoriciens envisagent plusieurs dimensions qui pourraient permettre aux neutrinos de prendre la tangente, ce qui serait "l'aube d'une nouvelle physique" »[réf. souhaitée].
Globalement, les scientifiques ne remettent pas en question les mesures de l’expérience, mais restent modérés quant à son interprétation et s'interdisent de remettre en question la relativité.
Une autre observation sur ce thème est celle des neutrinos émis par la supernova SN 1987A, ne permettant pas de supposer une vitesse supraluminique (trois heures d'écart sur 186 000 ans). Mais, il existe trois catégories de neutrinos différents : neutrino électronique e, neutrino tauique τ et neutrino muonique µ, et ce n'est que pour cette dernière catégorie que les chercheurs de l'expérience OPERA ont mesuré une vitesse supérieure à celle de la lumière.
Le 17 novembre 2011, la collaboration OPERA annonce de nouveaux résultats qui confortent les précédents. En utilisant des impulsions de protons beaucoup plus courtes (3 ns, séparées de 524 ns) afin d'éliminer tout biais lié à l'utilisation de la corrélation de la densité de probabilité du temps d'émission des protons du SPS avec la densité de probabilité de détection des neutrinos au LNGS. Cette méthode permet de mesurer le temps de vol de chaque neutrino, la durée des impulsions étant plus courte que le décalage mesuré précédemment. Vingt neutrinos ont été détectés avec une avance moyenne de 62,1 ± 3,7 ns sur la vitesse de la lumière, cohérente avec les résultats précédents.
Le 22 février 2012, la revue Science fait état d'une mauvaise connexion au niveau de la fibre optique reliant un GPS à une carte électronique du dispositif expérimental d'OPERA, qui pourrait être à l'origine de l'effet observé. Le 23 février, le CERN confirme que cette hypothèse est en cours d'investigation, tout en mentionnant une autre défaillance possible au niveau d'un oscillateur utilisé pour la synchronisation avec un GPS, qui accentuerait l'effet observé. L'expérience reconduite avec un câblage correct confirme que les neutrinos voyagent à une vitesse inférieure à celle de la lumière dans cette expérience.

#### Exemples d'études antérieures
Des théoriciens ont envisagé que les neutrinos aient une vitesse supraluminique, notamment des physiciens chinois,, parmi lesquels Ni Guang-Jiong qui a cherché une cohérence de cette hypothèse avec la relativité restreinte dans des mesures admettant que leurs masses puissent être des imaginaires purs,,,,. D'autres chercheurs américains, parmi lesquels J.N. Pecina-Cruz ont aussi envisagé ce cas. Rien ne permet de dire que ces travaux ont prédit des effets similaires à ceux (finalement non confirmés) mesurés par OPERA, ou en apportent une interprétation ou une explication valide.

### Effet Vavilov-Tcherenkov
Très familier pour le personnel des centrales nucléaires, c'est l'effet visuel qui se produit lorsque certaines particules atomiques dépassent le mur de Tcherenkov, c’est-à-dire, la vitesse de la lumière dans un milieu donné autre que le vide.
Pour les centrales nucléaires, il s'agit de l'eau. En effet, dans un tel milieu, la vitesse de propagation de la lumière est de 230 600 km/s (contre presque 300 000 km/s dans le vide), tandis que celle des électrons est de 257 370 km/s dans le même milieu. L'effet Čerenkov lors du dépassement de la lumière est alors analogue à l'effet Mach lorsqu'on dépasse le mur du son ; mais « lumineux » et non « sonore » : l'onde de choc est un flash lumineux qui poursuit la particule chargée. Cet effet est la cause du rayonnement de lumière bleue qui émane des piscines de refroidissement des réacteurs nucléaires.
Ici la relativité n'est pas mise en défaut dans la mesure où seule la vitesse de la lumière dans le vide constitue une limite théorique. La lumière se propageant moins vite dans un milieu matériel ; il est ainsi possible de se déplacer plus vite que la lumière, mais toujours moins vite que {\displaystyle c}.

Représentation géométrique de l'effet Vavilov-Čerenkov.

### Effet STL

Il est également possible de ralentir la lumière à travers un cristal photonique.

Inspirés par l'effet Čerenkov, de nombreux scientifiques ont expérimenté les applications du ralentissement de la vitesse de la lumière. Or selon la relativité générale, matière et lumière peuvent l'un et l'autre courber l'espace-temps. L'étude la plus éloquente (reposant donc à la fois sur l’emploi du ralentissement de lumière et sur la courbure de l'espace-temps) est l'expérimentation d'un dispositif créant un faisceau lumineux circulaire dans un cristal photonique pliant la trajectoire de la lumière en la ralentissant[réf. incomplète]. L'effet STL (Space-time Twisted by Light), théorisé par le physicien Ronald Mallett, consisterait à envoyer un neutron dans l'espace au centre du faisceau. Deux faisceaux dans ce modèle, avec la lumière voyageant dans des directions opposées, tordraient l'espace-temps à l'intérieur de la boucle. Le spin du neutron serait alors affecté par cet espace-temps ainsi déformé. Le neutron se déplaçant à une vitesse supérieure à la lumière circulaire ralentie, il en résulterait une reconstruction du neutron avant sa désintégration dans le dispositif. Le docteur Ronald Mallett de l'université du Connecticut a cherché à mettre au point ce dispositif qui ralentit considérablement la lumière et pourrait (contrairement à l'effet Vavilov-Tcherenkov) influer sur la causalité[réf. incomplète]. Il souligne toutefois les difficultés matérielles d’une telle entreprise et rappelle que le ralentissement de la lumière exige des températures proches du zéro absolu. Cependant, les premières mesures sont tout à fait probantes et soutenues par l'université du Connecticut, le rapport public est d'ailleurs sorti en novembre 2006.
Cependant le physicien John Richard Gott met en avant la différence entre le fait de réduire la vitesse de la lumière dans le vide et le fait de ralentir la lumière en la faisant traverser un matériau : « Il faut bien distinguer la vitesse de la lumière dans le vide de sa vitesse dans n'importe quel autre environnement. La première est une constante et la deuxième varie grandement. Par exemple, la lumière voyage bien plus lentement dans l'eau que dans le vide. Cela ne veut pas dire que l'on vieillit moins vite dans l'eau ou qu'il y soit plus facile de courber l'espace-temps. Les expériences réalisées jusqu'à présent ne changent pas la célérité de la lumière dans le vide, seulement dans d'autres environnements, et ne devraient pas faciliter une torsion de l'espace-temps. En particulier, la quantité d’énergie pour former un trou noir ou une machine à voyager dans le temps dans un matériau capable de ralentir la lumière serait inchangée par rapport au vide. »
En 2006, Ronald Mallett abandonne son idée : « Un temps, j'ai envisagé la possibilité que réduire la vitesse de la lumière puisse accroître l'effet d'attraction du champ gravitationnel de l'anneau de laser... Une lumière ralentie ne s'est, cependant, pas montrée utile dans mes recherches. »

## En astrophysique

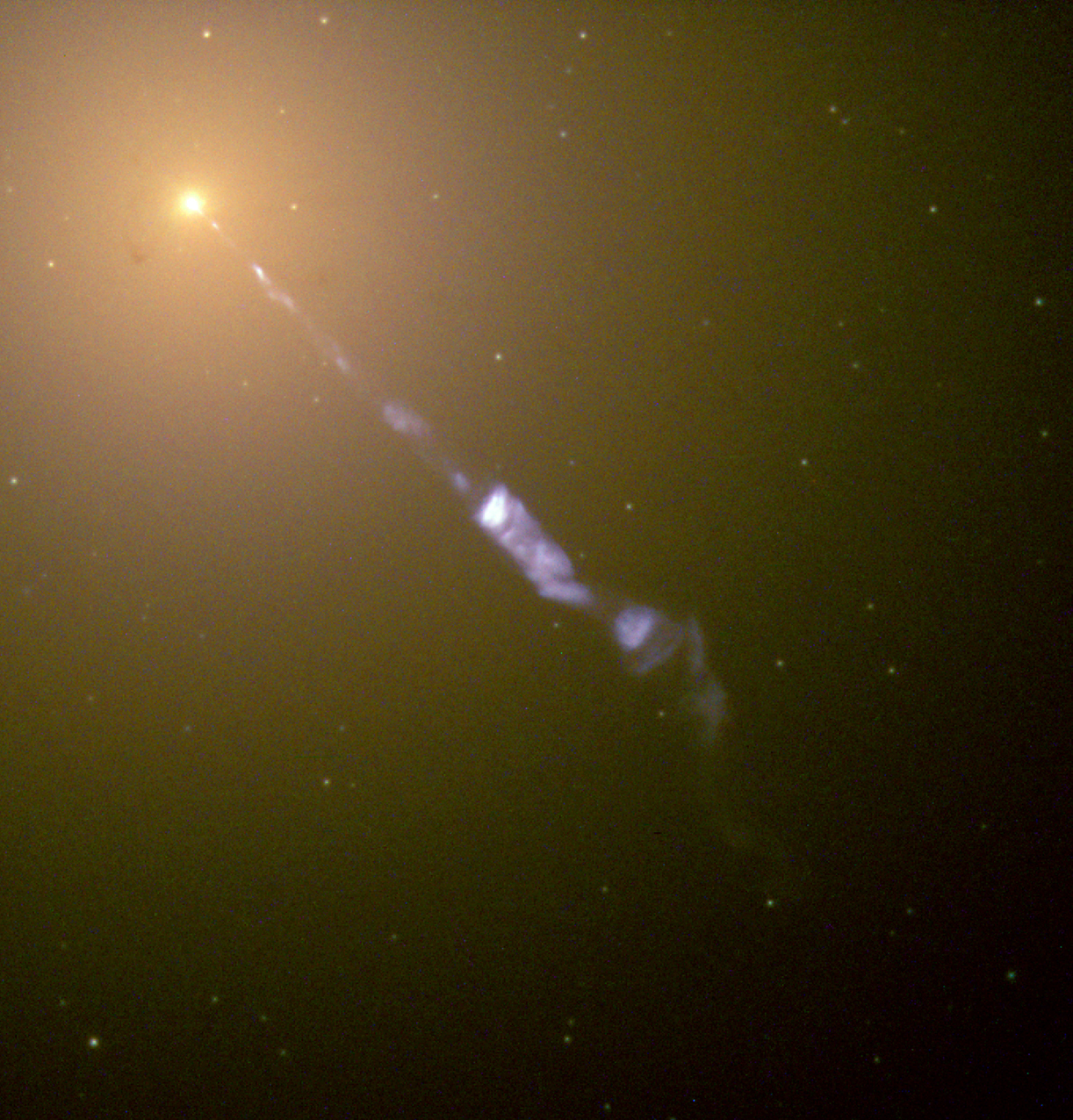
Jet émis depuis le centre de la galaxie M87.

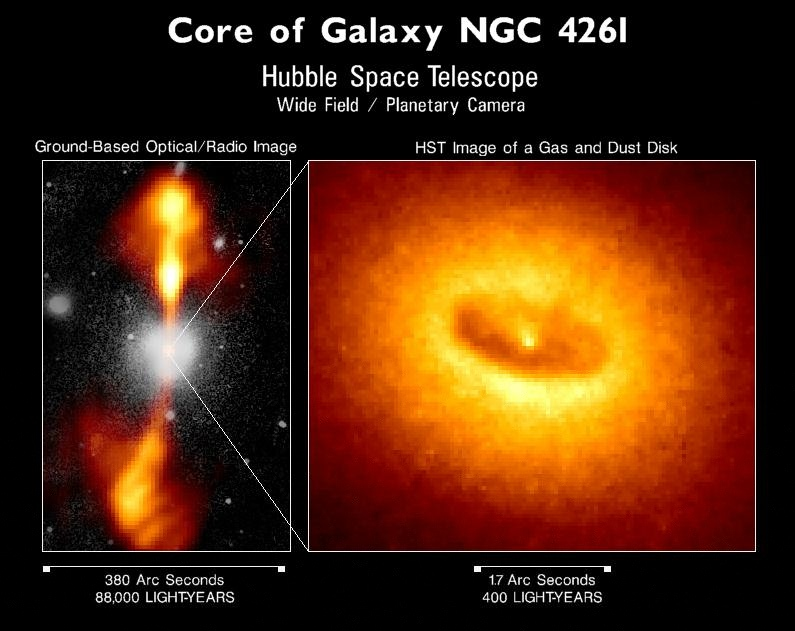
Galaxie NGC 4261. On remarque les jets de radiation électromagnétique (à gauche) ainsi que le disque d'accrétion autour du centre de la galaxie (à droite).

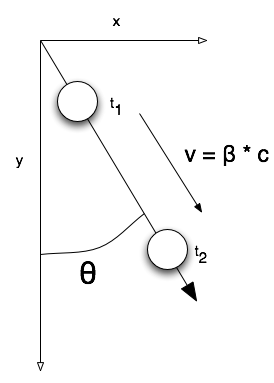
Schéma décrivant le déplacement d'un objet (le rond) le long d'une direction (la flèche). L'observateur se trouve dans la direction de l'axe « y », en bas.

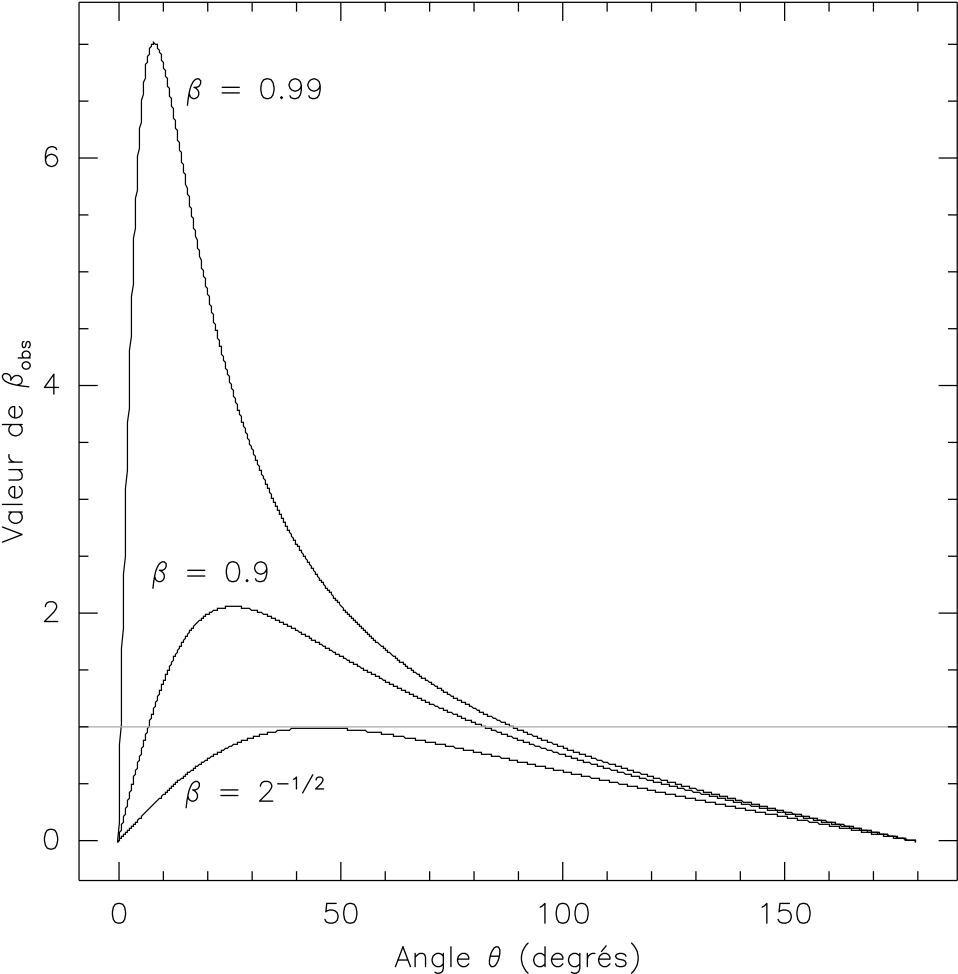
Courbes de la vitesse observée en fonction de, pour différentes valeurs de la vitesse réelle du mouvement, qui, elle, reste toujours inférieure à la vitesse de la lumière.

En astrophysique, des vitesses supraluminiques apparentes sont parfois observées dans les jets des quasars et des microquasars. Ce phénomène n'est que le résultat d'un effet de projection et de la finitude de la vitesse de la lumière. On trouve dans ces deux classes d'objets un trou noir autour duquel se trouve un disque d'accrétion. Le disque est traversé par un champ magnétique qui permet de propulser des jets, selon un axe perpendiculaire au disque et centré sur le trou noir.
Il n'est pas encore clairement expliqué comment un jet produit par un disque d'accrétion peut atteindre une vitesse suffisamment grande pour sembler supraluminique à un observateur lointain. En effet, même si cet effet est géométrique comme décrit ci-dessous, il faut quand même que le jet atteigne une vitesse minimale pour apparaître comme supraluminique. Un modèle prometteur, développé au LAOG en France, propose qu'à l'intérieur d'un jet classique non relativiste (c'est-à-dire n'atteignant pas des vitesses semblables à celle de la lumière) se crée sous certaines conditions des paires électrons-positrons. Le jet classique, auto-collimaté par le champ magnétique, permettrait de créer un jet de ces paires atteignant alors des vitesses ultra-relativistes (très proches de c).
Dans notre galaxie, la Voie lactée, le premier objet montrant de tels jets fut découvert en 1994 et s'appelle GRS 1915+105, et où la vitesse des jets semble être de 1,3 fois celle de la lumière. Par des observations s'étendant de 2004 à 2009, le trou noir au centre de notre galaxie a permis de repérer un phénomène semblable, trace d'un phénomène plus ancien de 500 ans. Ces jets supraluminiques sont observés généralement dans les ondes radio avec des instruments tels que le VLA ou le VLBA. Des jets supraluminiques sont aussi observés dans le microquasar XTE J1550-564 (en).

## En relativité générale
De nombreuses situations prédites par la relativité générale ou cohérentes avec elle (expansion de l'Univers, inflation cosmique, trous de vers, etc.) amènent à des dépassements apparents de la vitesse-limite.
La notion de vitesse doit être adaptée à chaque cadre : avec une inflation de l'espace au cours du temps (une expansion de l'Univers), on parle de vitesse de fuite.
Supposons deux fourmis (les galaxies) qui se déplacent sur un ballon de baudruche (l'espace en expansion). Les fourmis se déplacent l'une par rapport à l'autre à dix centimètres par seconde. Supposons qu'un scientifique arrive et se mette à gonfler frénétiquement le ballon pendant que les fourmis bougent. On pourrait avoir l'impression que les fourmis se sont déplacées plus vite, ou ont même dépassé « la vitesse limite des fourmis » (c). Mais en réalité, c'est bien l'espace dans lequel elles évoluent qui s'est modifié. Il en est ainsi pour des galaxies très éloignées. Voir par exemple l'article Volume de Hubble.
Par ailleurs, selon le modèle théorique du Big Bang, l'Univers à son tout début a connu une phase appelée « inflation cosmique », durant laquelle sa vitesse d'expansion était largement supérieure à la vitesse de la lumière. Pendant une durée comprise entre 10-35 et 10-32 seconde, la taille de l'Univers est ainsi passée d'une taille inférieure des dizaines de millions de milliards de fois à celle d'un atome, à la taille d'un amas de galaxies. Cet épisode extrême démontre bien que la relativité n’impose aucune limite quant à la vitesse d’expansion de l’espace lui-même, mais seulement à la vitesse instantanée dans cet espace.
Sur ce principe, certains modèles suggèrent qu'il serait possible de déplacer un objet à une vitesse supérieure à celle de la lumière, du moins en apparence, en créant localement une bulle de déformation de l'espace-temps autour de celui-ci. Il ne s'agit encore que d'une pure construction mathématique, aucune méthode connue et réalisable en pratique ne permettant d'obtenir une telle déformation pour propulser un engin spatial. Là encore, le franchissement de la vitesse-limite ne serait qu'apparent car localement, sur une distance infinitésimale, la vitesse instantanée resterait bien inférieure à la vitesse de la lumière.

## En mécanique quantique
En mécanique quantique, certains effets explorent les limites de la notion de vitesse indépassable. Les expériences associées à ces effets sont plus subtiles à interpréter.
Cela dit, on démontre (et on vérifie) que si certains phénomènes donnent l'impression d'impliquer une propagation instantanée, voire remontant le temps, aucun de ces phénomènes ne permet de transporter de l'énergie ou de l'information.

### Effet Hartman

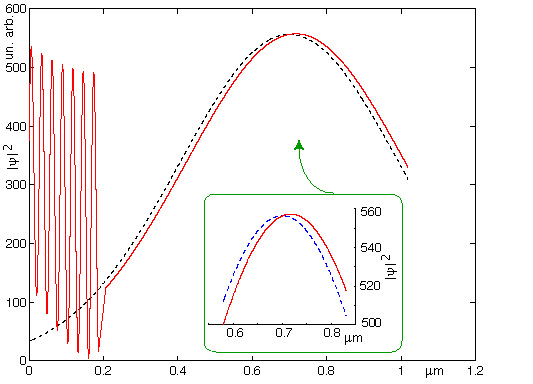
Représentation de l'effet Hartman.

Un photon ou un électron traversant par effet tunnel une barrière quantique peut manifester un délai de traversée plus court que celui mis par la lumière pour une distance équivalente, ce temps étant évalué par l'observation du sommet du paquet d'ondes correspondant, avant et après la barrière.
Compte tenu de l'épaisseur de la barrière tunnel, le sommet du paquet d'onde est réduit, et semble être passé plus vite que la vitesse de la lumière.
Ce phénomène est appelé effet Hartman (ou effet Hartman-Fletcher).
Les explications de ce phénomène dans le cadre de la mécanique quantique s'avèrent interdire son utilisation hypothétique pour le transport d'information ou d'énergie supraluminique.

### Paradoxe EPR

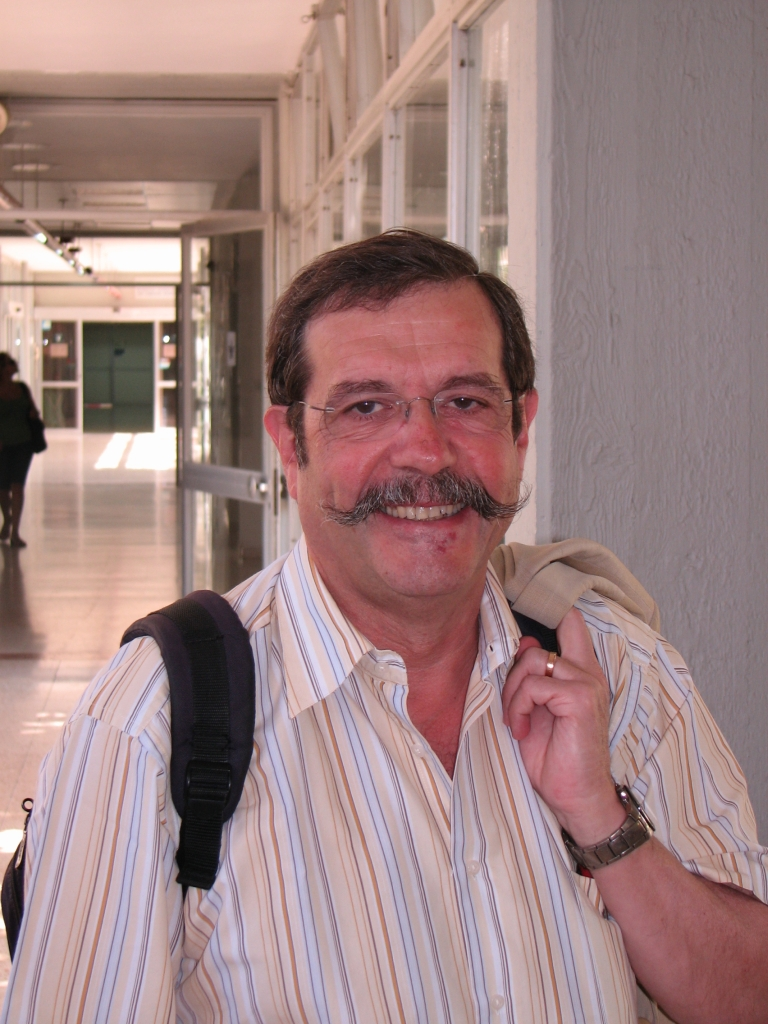
Alain Aspect est le physicien qui a conduit le premier test concluant portant sur le paradoxe Einstein-Podolsky-Rosen.

On peut aussi citer ici le cas spectaculaire de l'expérience de pensée d'Einstein, Podolsky et Rosen (paradoxe EPR) qui a pu être réalisée expérimentalement pour la première fois par Alain Aspect en 1981 et 1982. Dans ce cas, la mesure de l'état sur un des systèmes quantiques d'une paire intriquée impose à l'autre système d'être mesuré dans l'état complémentaire. C'est ainsi, également, que fonctionne la téléportation quantique.
Parmi les avancées en la matière les plus spectaculaires réalisées depuis, on peut citer l'équipe autrichienne de Rainer Blatt (université d'Innsbruck) et américaine de David Wineland (National Institute of Standards and Technology, Boulder, Colorado), qui affirment chacune qu'elles ont réalisé une téléportation quantique d'atomes complets de matière (des ions de calcium pour la première et du béryllium pour la seconde). De très nombreuses applications sont en cours dans le domaine de l'informatique quantique concernant le paradoxe EPR. Le prix « sciences » de la ville de Genève a par ailleurs été remis en novembre 2006 au professeur Nicolas Gisin pour ses travaux sur ce sujet (il affirme avoir « dépassé » c dix millions de fois). La causalité est encore respectée dans ce cadre, mais le phénomène pourrait se révéler d'une grande importance en cryptographie.

### Expérience de Marlan Scully

Schéma de l'expérience de la gomme quantique à choix retardé.

L'expérience de Marlan Scully est une variante du paradoxe EPR, selon lequel l'observation ou non d'une figure d'interférence après le passage d'un photon à travers une fente de Young dépend des conditions d'observation d'un second photon corrélé au premier. La particularité de cette expérience est que l'observation du second photon peut avoir lieu dans un futur lointain par rapport à l'observation du premier photon, ce qui donne l’impression que l'observation du premier photon renseigne sur un évènement qui a lieu dans le futur.

## En physique ondulatoire

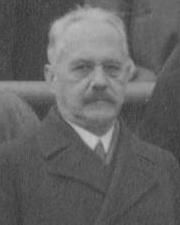
Arnold Sommerfeld en 1930.

Ce que l'on appelle la propagation supraluminique a été calculée par les physiciens Léon Brillouin et Arnold Sommerfeld dans les années 1940 et 1950 (la Diffusion Brillouin Stimulée, est le cadre de ce type de recherche).
À l'époque, on considérait que ce genre de phénomène n'était possible que dans des milieux de dispersion anormale.

Vitesses de phase et de groupe d’une superposition de deux ondes monochromatiques. Le point rouge avance à la vitesse de phase et les points verts à la vitesse de groupe. Dans cet exemple, la vitesse de phase vaut le double de la vitesse de groupe.

### Optique
Des vitesses de signal supraluminiques ont été observées dans les années 1960, en particulier dans des amplificateurs laser ; elles étaient toutefois liées au différentiel d'amplification entre les fronts avant et arrière d'une impulsion en train de se déformer, et donc difficiles à relier à l'intuition commune du concept de vitesse.
Celle-ci, en revanche, s'applique sans difficulté à des structures indéformables comme les solitons Brillouin, dont la propagation supraluminique en régime fortement non linéaire a été prédite et observée à Nice en 1991.

### Électrocinétique

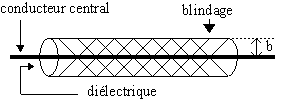
Ligne ou câble coaxial.

Le même type de considération de physique ondulatoire permet d'obtenir une vitesse de groupe supérieure à celle de la lumière pour un courant électrique dans un câble coaxial. Alain Haché, de l'Université de Moncton, auteur de l'expérience, explique qu'aucune information ne peut être transmise plus rapidement que {\displaystyle c} dans la mesure où il est nécessaire que la partie du signal qui précède le maximum (pour lequel est calculée la vitesse de groupe) ait déjà traversé le milieu dans lequel le déplacement supraluminique a lieu avant que le maximum y entre. Or, le déplacement de cette partie avancée du signal ne se fait pas à vitesse supraluminique mais à une vitesse bien inférieure.
Au total, le temps mis par l'ensemble du signal (queue et pic inclus), qui est le temps à considérer pour transmettre une information, pour parcourir la distance voulue, est plus grand que celui que met la lumière.

### Applications informatiques

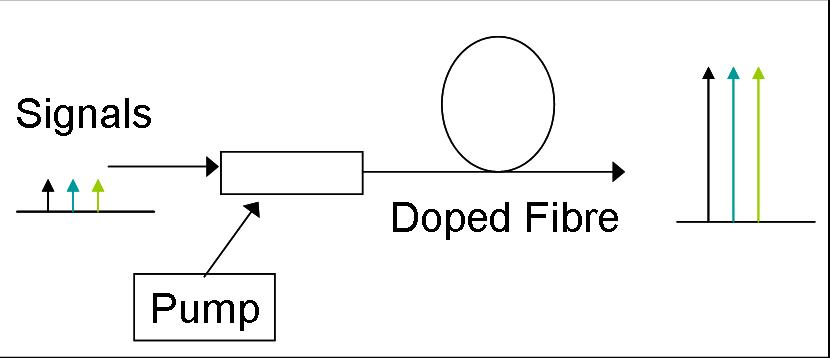
Diagramme schématique d'un amplificateur à fibre dopée.

De même, l'équipe de Luc Thévenaz a pu émettre des paquets d'onde dont le sommet se déplaçait à vitesse supraluminique dans une fibre optique[réf. nécessaire].
Mais comme on vient de le voir, l'information ne pourra être transmise plus vite que c pour autant.
En revanche, ces phénomènes pourraient être employés pour transmettre l'information à une vitesse très proche de c, la vitesse actuelle étant plutôt de 2⁄3 c comme la vitesse moyenne de la lumière traversant un matériau d'indice de réfraction 1,5.

## Dépassements illusoires
Des chercheurs en mathématique appliquée ont étendu la théorie de la relativité restreinte d'Einstein pour qu'elle fonctionne au-delà de la vitesse de la lumière.
De nombreuses « expériences de pensée » (dont certaines sont devenues physiquement possibles) permettent apparemment de dépasser la vitesse de la lumière. Ainsi, l'ombre d'un promeneur sur un mur peut facilement s'allonger à une vitesse supérieure à celle de la lumière (et même tendre vers l'infini) ; de même, la tache lumineuse envoyée sur la Lune par un projecteur (un laser puissant, si on veut que l'expérience soit réalisable) tournant à un tour par seconde se déplacera à une « vitesse » de 7 fois la vitesse-limite. Mais les « vitesses » ainsi déterminées sont illusoires : aucun objet, aucune énergie et aucune information ne se déplace réellement.
D'autre part, des expériences de pensée (irréalisables en pratique, cette fois) montrent assez aisément que la relativité restreinte a pour conséquence que le contrôle d'objets dépassant la vitesse-limite (par exemple un hypothétique émetteur de tachyons) permettrait de violer la causalité. En effet, à partir d'un dispositif pouvant envoyer des informations plus vite que la lumière, il est — selon les lois de la relativité restreinte — théoriquement possible de construire un dispositif pour envoyer des informations dans le passé, ce qui est difficilement concevable. C'est la raison pour laquelle la communauté scientifique est réticente à accepter l'existence de tels objets.